# Deimos (mjesec)
Deimos je uz Fobos jedan od dva Marsova satelita. Otkrio ih je astronom Asaph Hall 12. kolovoza 1877. godine. Pretpostavlja se da su po svom postanku asteroidi nastali u vanjskim dijelovima sunčeva sustava i zarobljeni Marsovim gravitacijskim poljem. Fobos i Deimos mogli su se formirati kao Mjesec, rastvaranjem materijala rastrganog s Marsa udarom patuljastog planeta prema numeričkim simulacijama.
Prema grčkoj mitologiji Fobos (grč. strah) i Deimos (grč. užas) pratioci su boga Aresa.

## Fizička svojstva
Deimos ima samo 12,6 km srednjeg promjera. O promjeru je zapravo teško i govoriti kada se radi o gromadi dimenzija 15 × 12,2 × 11 km. Njegova je putanja udaljena 23 459 km od središta Marsa. Masa mu je 1,8 × 1015 kg (6 puta manje od Fobosa). Orbitalna brzina iznosi 13,5 km/h, a brzina oslobađanja iznosi 0,01 km/s. Marsa obiđe za oko 1 dan (30 sati).
Kao i Fobos, Deimos je prekriven udarnim kraterima. Krateri na Deimosu su uglavnom manji od 2,5 km u promjeru. Deimosova gravitacija tako je slabašna da krhotine koje se stvaraju udarom meteorita skoro nikad ne padaju nazad na satelit, već odlaze u svemir. Zbog toga Deimosovi krateri nisu okruženi radijalnim lancima kraterčića kao što je to slučaj kod Fobosa. Dva veća kratera nazvana su Swift i Voltaire u čast Jonathanu Swiftu i Voltaireu, koji su pretpostavljali da Mars ima dva satelita prije nego što su oni bili otkriveni. Unatoč maloj gravitaciji, zabilježeno je klizanje materijala nizbrdo. Marsov najbliži mjesec Fobos će za 10 do 20 milijuna godina biti rastrgan na komadiće plimnim silama radi Marsove gravitacijske sile. Deimos, za razliku od njega, će ostati postojan.
Deimosovu površinu čini sloj regolita debljine oko 100 metara.
S nekih lokacija na Marsu, ne bi ni mogli vidjeti Deimos uopće.  Deimos izlazi na istoku i postavlja na zapadu, ali to čini čudnom brzinom. Umjesto da raste svake noći poput našeg Mjeseca, Deimos se diže samo jednom svakih 2,7 dana. Pomrčine Sunca na Zemlji su rijetke. Kad se dogodi, obično smo prilično uzbuđeni i to je objavljeno u svim vijestima dana. Međutim, na Marsu, Deimos redovito prolazi ispred Sunca. Budući da je tako mali, da se samo pojavljuje kao mala crna točka, ali to je zabilježeno više puta od strane letjelice na Marsu.
Deimos je prvi put fotografirala letjelica Viking 1 (1977. godine).

## Vanjske poveznice
- Astronomska sekcija Fizikalnog društva Split - Fobos i Deimos  Arhivirana inačica izvorne stranice od 29. listopada 2005. (Wayback Machine)